# 확인의 이익
확인의 이익이란 논리적으로 확인의 대상자체가 무제한하기 때문에 확인의 소에 의해 정당화시킬 일정한 이익이다.

## 요건
대상적격과 즉시확정의 이익이 필요하다.

## 판례

### 과거 법률행위 효력확인의 소
- 확인의 소는 현재의 권리 또는 법률상 지위에 관한 위험이나 불안을 제거하기 위하여 허용되는 것이지만, 과거의 법률관계라 할지라도 현재의 권리 또는 법률상 지위에 영향을 미치고 있고 현재의 권리 또는 법률상 지위에 대한 위험이나 불안을 제거하기 위하여 그 법률관계에 관한 확인판결을 받는 것이 유효 적절한 수단이라고 인정될 때에는 확인의 이익이 있다[2]

### 유치권 부존재 확인의 소
- 채무자가 채무초과의 상태에 이미 빠졌거나 그러한 상태가 임박함으로써 채권자가 원래라면 자기 채권의충분한 만족을 얻을 가능성이 현저히 낮아진 상태에서 이미 채무자 소유의 목적물에 저당권 기타 담보물권이설정되어 있어서 유치권의 성립에 의하여 저당권자 등이 그 채권 만족상의 불이익을 입을 것을 잘 알면서 자기채권의 우선적 만족을 위하여 위와 같이 취약한 재정적 지위에 있는 채무자와의 사이에 의도적으로 유치권의성립요건을 충족하는 내용의 거래를 일으키고 그에 기하여 목적물을 점유하게 됨으로써 유치권이 성립하였다면, 유치권자가 그 유치권을 저당권자 등에 대하여 주장하는 것은 다른 특별한 사정이 없는 한 신의칙에 반하는권리행사 또는 권리남용으로서 허용되지 아니한다. 그리고 저당권자 등은 경매절차 기타 채권실행절차에서 위와 같은 유치권을 배제하기 위하여 그 부존재의 확인 등을 소로써 청구할 수 있다고 할 것이다.[3]

### 토지소유자에게 배타적 사용, 수익권의 부존재 확인의 소는 물권법정주의에 반하므로 허용될 수 없다
- 갑 지방자치단체가 토지소유자 을을 상대로 일반 공중의 통행에 무상으로 제공하는 토지임을 이유로 배타적 사용·수익권의 부존재 확인을 구한 사안에서, 을이 토지를 내왕하는 사람들에 대하여 배타적 사용·수익권을 주장하며 통행을 방해하는 등의 행위를 할 수 없다고 하더라도, 이러한 권리행사 제약이나 그에 따른 법률상 지위는 채권적인 것에 불과하여 구체적 상황과 맥락에 따라 을이 수인하여야 하는 권리행사상 제약의 내용이나 범위가 달라질 수밖에 없으므로, 일반적으로 토지소유자에 대하여 ‘배타적 사용·수익권이 존재하지 않는다’는 취지의 확인을 구하는 것은 특별한 사정이 없는 한 당사자 또는 제3자 사이의 권리관계 불안이나 위험을 제거할 수 있는 유효·적절한 수단이 된다고 볼 수 없어 확인을 구할 이익이 없는데도, 이와 달리 본 원심판결에 법리오해의 위법이 있다고 한 사례[4].

### 전속계약 부존재 확인을 구하는 것은 확인의 이익이 없어 부적법하다
- 독립당사자참가인(기획사)은 이 사건 전속계약상의 소속사 지위를 원고로부터 인수하였다고 주장하면서 원고에 대하여 원?피고 사이에 전속계약이 존재하지 아니한다는 확인을 구한 사건에서, 독립당사자참가인이 자신과 피고 사이에 전속계약이 존재한다는 적극적 확인을 구하지 않고 원?피고 사이에 전속계약이 존재하지 아니한다는 소극적 확인을 구하는 것은 그로 인하여 원고 또는 피고와의 사이에 독립당사자참가인의 권리가 확정되는 것이 아니어서 자기의 권리 또는 법률적 지위에 현존하는 불안?위험을 해소시키기 위한 유효적절한 수단이 될 수 없을 뿐 아니라, 원고의 본소청구는 피고의 귀책사유로 전속계약이 해지되어 종료되었음을 전제로 하고 있으므로 독립당사자참가인으로서는 원?피고 사이에 전속계약이 존재하지 아니한다는 확인을 구할 필요가 있다고 보기도 어렵다는 이유로, 원심이 독립당사자참가인의 참가신청을 각하한 조치를 정당하다[5]